# Hetefejércse
Hetefejércse is een plaats (község) en gemeente in het Hongaarse comitaat Szabolcs-Szatmár-Bereg. Hetefejércse telt 317 inwoners (2001).